# Cyrtandra platyphylla
Cyrtandra platyphylla là một loài thực vật có hoa trong họ Tai voi. Loài này được A.Gray mô tả khoa học đầu tiên năm 1861.

## Hình ảnh

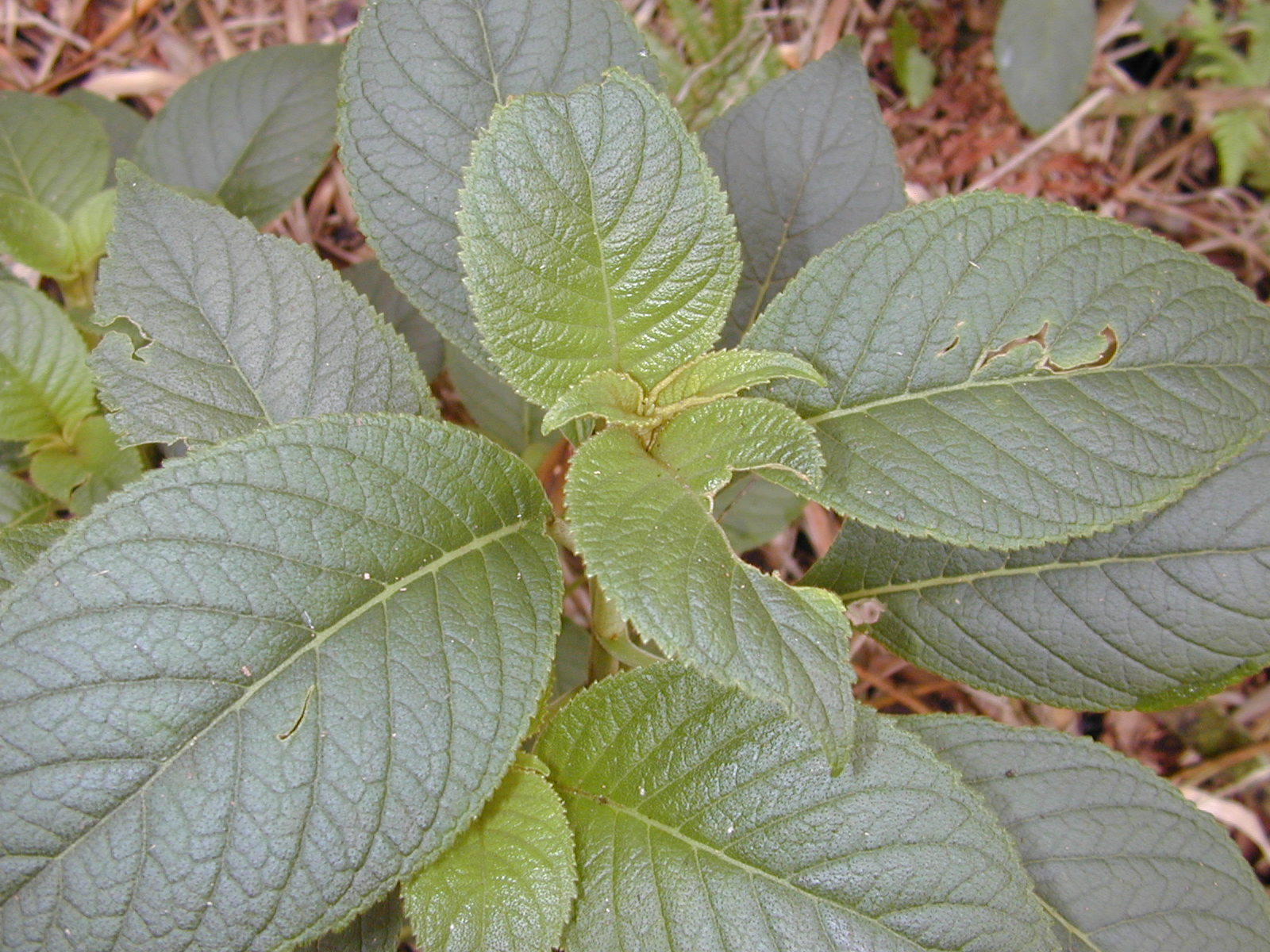
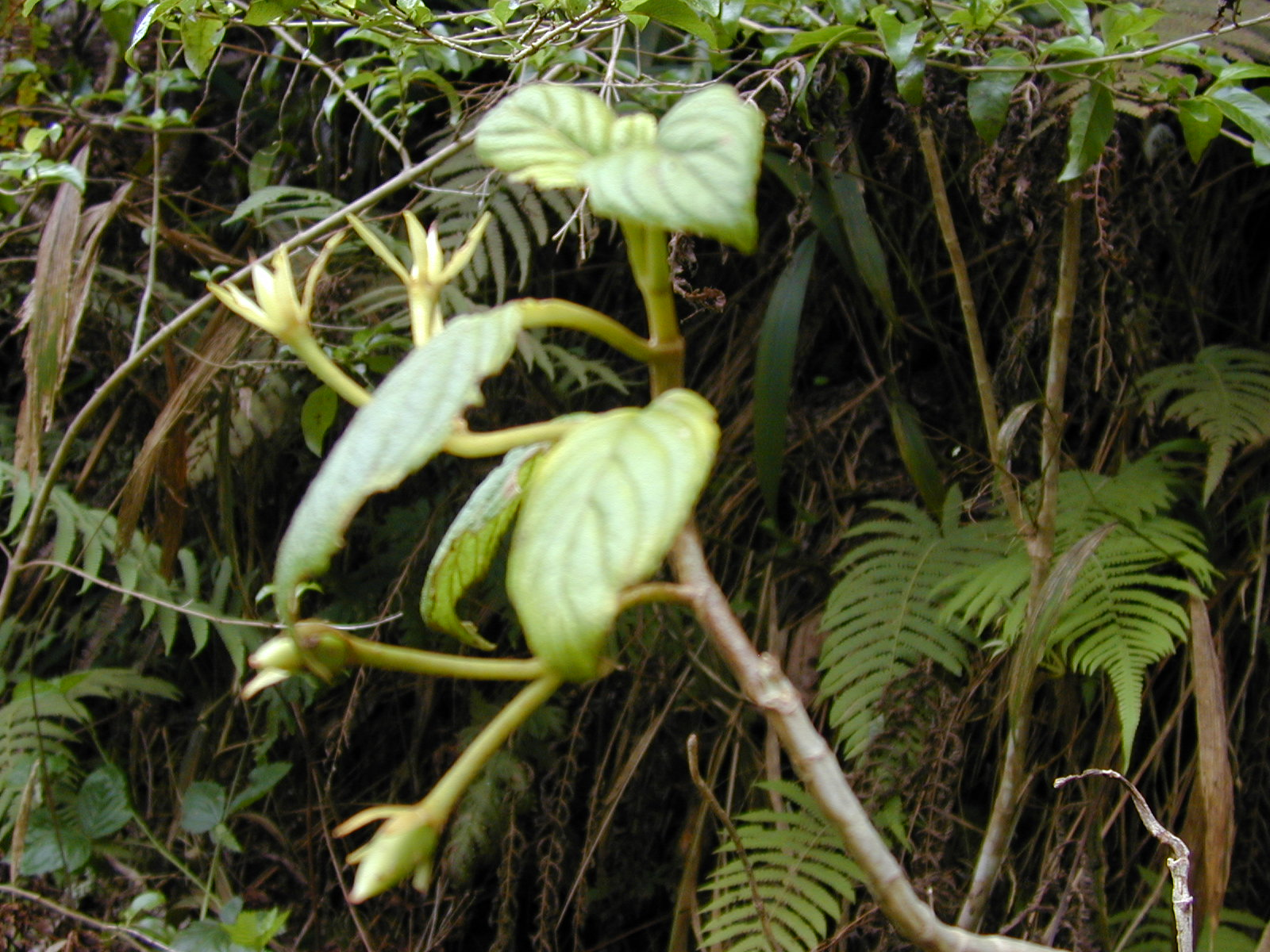
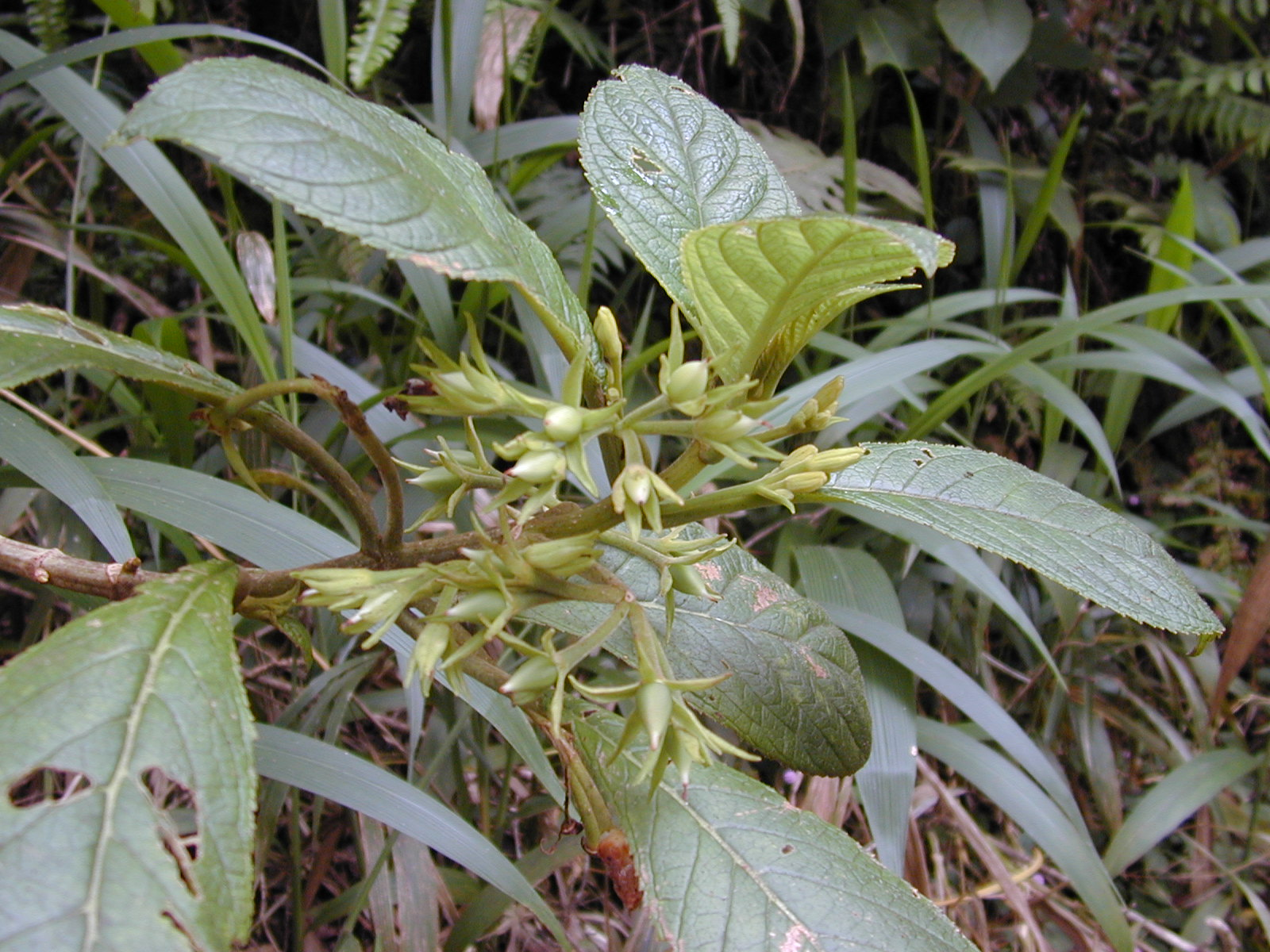
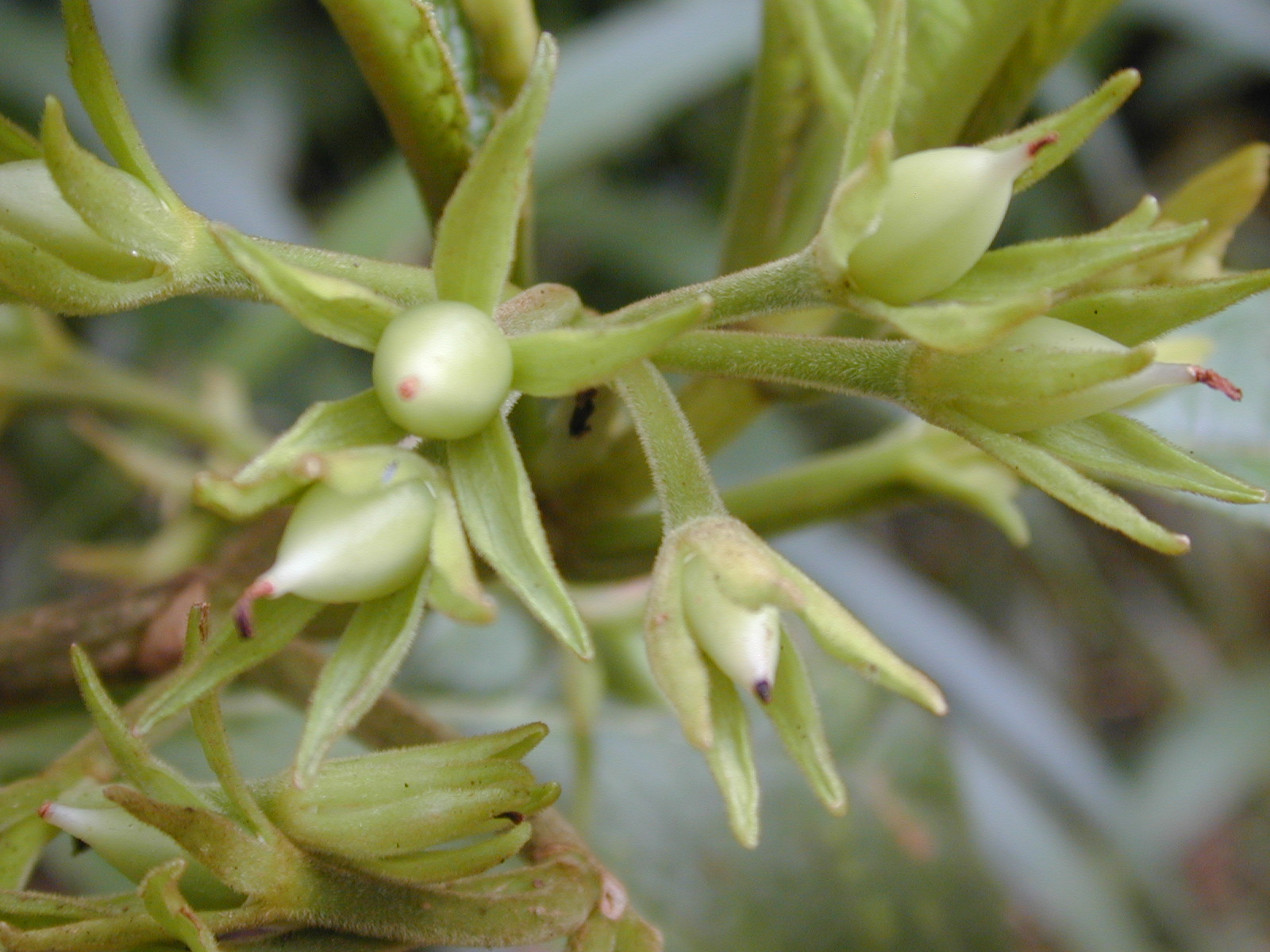